# Miraizer Ban
Miraizer Ban (ミライザーバン?, Miraizer Ban) è un manga scritto da Leiji Matsumoto nel 1976 e pubblicato da Gekkan Manga Shōnen. Si tratta di un’opera centrale per la comprensione del Leijiverse in quanto in essa Leiji Matsumoto esprime la sua concezione del tempo e dello spazio. È stato pubblicato in Italia da Associazione Culturale Leiji Matsumoto nel 2019.

## Trama
L’esplosione del laboratorio dove lavorano i genitori proietta Ban Itai (in seguito Miraizer Ban) in una incredibile storia, fatta di viaggi nel passato e nel futuro, superando il concetto del tempo stesso. Questa sua capacità attira l’attenzione dei più, che ne vogliono carpire il segreto per conquistare il dominio del mondo. Vicino a lui è sempre presente la misteriosa e seducente Kei Yūki, la stessa che affiancherà Capitan Harlock nelle sue avventure spaziali.

## Volumi
| Nº | Data di prima pubblicazione | Data di prima pubblicazione | Data di prima pubblicazione |
| Nº | Giapponese                  | Giapponese                  |                             |
| -- | --------------------------- | --------------------------- | --------------------------- |
| 1  | 28 ottobre 1977             | ISBN 4-257-91463-7          |                             |
| 2  | 20 dicembre 1977            | ISBN 4-257-91467-X          |                             |
| 3  | 20 ottobre 1978             | ISBN 4-257-91495-5          |                             |